# Die Frau mit den 5 Elefanten
Die Frau mit den 5 Elefanten ist ein Dokumentarfilm aus der Schweiz und Deutschland aus dem Jahr 2009. Der Regisseur Vadim Jendreyko begleitet Swetlana Geier, die zu den großen zeitgenössischen Übersetzern russischer Literatur ins Deutsche zählt, auf einer Reise an die Orte ihrer frühen Lebensgeschichte.
Der Film hatte am 26. April 2009 auf dem Dokumentarfilm-Festival Visions du Réel in Nyon seine Schweizer Premiere. Seine Deutsche Premiere feierte der Film am 30. Oktober 2009 beim internationalen Filmfestival DOK Leipzig. In Österreich lief er zum ersten Mal beim Vienna International Film Festival am 24. Oktober 2009. Filmstart in Deutschland war am 26. Januar 2010.

## Leben Geiers und Inhalt des Films
Swetlana Geier, eine Übersetzerin russischer Literatur ins Deutsche, war eine Frau mit großem Charisma. 2004 schloss sie ihr Hauptwerk ab, die Neuübersetzung der fünf großen Romane von Dostojewskij: Verbrechen und Strafe (1994), Der Idiot (1996), Böse Geister (1998), Die Brüder Karamasow (2004) und Ein grüner Junge (2006), die sie selbst als ihre „fünf Elefanten“ bezeichnet.
Als junge Frau arbeitete sie als Dolmetscherin für eine deutsche Firma im besetzten Kiew und verließ die Ukraine 1943, als die deutschen Truppen abziehen mussten. In ihrer Wahlheimat Deutschland entstand neben Lehrtätigkeiten an den Universitäten in Karlsruhe, Freiburg im Breisgau und Witten/Herdecke ihr beeindruckendes literarisches Werk. 
Gegen Ende ihres Lebens besuchte Swetlana Geier die Orte ihrer Jugend in der Ukraine. Diese waren zuvor für sie unerreichbar. Denn ihr Vater wurde Opfer stalinistischer Säuberungen und ihre Jugendfreundin wurde zusammen mit 30.000 anderen Juden in der Schlucht von Babyn Jar umgebracht. Der Dokumentarfilm begleitet diese Reise. Dabei verknüpft Vadim Jendreyko die Lebensgeschichte der Übersetzerin mit ihrem reichen literarischen Schaffen und versucht zu ergründen, was die Faszination dieser beeindruckenden Frau ausmacht. Es entstand ein Film über die Verwandlung von Schrecken in Schönheit und über die behütende und rettende Kraft der Sprache.

## Auszeichnungen
- Grand Jury Award am Dokumentarfilmfestival Silverdocs
- Nominierung, Deutscher Filmpreis 2010 in der Kategorie „Programmfüllende Dokumentarfilme“
- Quartz – Schweizer Filmpreis, März 2010 in der Kategorie „Bester Dokumentarfilm“
- Preis am BAKA Forum 2010, Januar 2010, ausgezeichnet mit dem „SRG/SSR idée suisse Preis“ („for the best educational, societal or science television programme for a large audience“)[2]
- Trieste Film Festival, Januar 2010, „Alpe Adria Cinema Preis“ für den besten Dokumentarfilm[3]
- Trieste Film Festival, Januar 2010, Publikumspreis für den besten Dokumentarfilm[4]
- Nominierung European Film Academy, Oktober 2009, EUROPEAN FILM ACADEMY DOCUMENTARY – Prix ARTE
- Filmfestival DOK Leipzig, Oktober 2009 Förderpreis der DEFA-Stiftung „für einen herausragenden deutschen Dokumentarfilm“[5]
- Visions du Réel in Nyon, April 2009, Preis der Jury des Internationalen Wettbewerbe – Prix de la SRG SSR idee suisse
- Visions du Réel in Nyon, April 2009, Preis der Jury Schweizer Film – Prix „création“ für den besten Schweizer Film des Festivals in allen Kategorien, gestiftet von der Schweizerischen Autorengesellschaft SSA und Suissimage
- Visions du Réel in Nyon, April 2009 – Lobende Erwähnung der interreligiösen Jury

## Nachweise
1. ↑   Freigabebescheinigung für Die Frau mit den 5 Elefanten. Freiwillige Selbstkontrolle der Filmwirtschaft, November 2009 (PDF; Prüfnummer: 120 517 K).
2. ↑  BAKA Forum (Memento vom 16. März 2010 im Internet Archive)
3. ↑  Trieste Film Festival
4. ↑  Trieste Film Festival
5. ↑  Filmfestival DOK Leipzig
6. ↑  Wespennest 159: Inhaltsverzeichnis und Editorial. (PDF-Datei; 0,2 MB), abgerufen am 13. Januar 2011.